# Пери (Оклахома)
Пери (енгл. Perry) град је у америчкој савезној држави Оклахома.

## Демографија
По попису из 2010. године број становника је 5.126, што је 104 (-2,0%) становника мање него 2000. године.
| Група             | 2000.         | 2010.         |
| Белци             | 4.648 (88,9%) | 4.322 (84,3%) |
| Афроамериканци    | 164 (3,1%)    | 171 (3,3%)    |
| Азијати           | 26 (0,5%)     | 33 (0,6%)     |
| Хиспаноамериканци | 96 (1,8%)     | 164 (3,2%)    |
| Укупно            | 5.230         | 5.126         |